# Rhizanthes lowii
Espèce
Rhizanthes lowii est une espèce de plante de la famille des Rafflesiaceae.